# Phyllostachys varioauriculata
Phyllostachys varioauriculata är en gräsart som beskrevs av S.C.Li och S.H.Wu. Phyllostachys varioauriculata ingår i släktet Phyllostachys och familjen gräs. Inga underarter finns listade i Catalogue of Life.